# Francesco Crispi
Francesco Crispi (Ribera, 4. listopada 1819. — Napulj, 12. kolovoza 1901.), bio je talijanski političar, jedan od vođa borbe za ujedinjenje Italije sredinom 19. stoljeća, a kasnije premijer Italije.

## Životopis
Crispi je rođen i odrastao na Siciliji, gdje je studirao pravo. Kasnije se preselio u Napulj, gdje se počinje baviti politikom nezadovoljan društvenim i političkim prilikama u Kraljevini Dviju Sicilija. Zagovarao je republikansko uređenje države. Sudjelovao je u ustanku na Siciliji 1848. godine. Nakon suzbijanja revolucije 1849. pronašao je utočište u Pijemontu, a četiri godine kasnije bio je prisiljen na bijeg, osumnjičen za sudjelovanje u neredima u Milanu.
Nakon 1853. Crispi obitava u Londonu, te se povezuje s Giuseppeom Mazzinijem. Priprema "marš tisuće", koji rezultira Garibaldijevim osvajanjem Sicilije 1860. godine a Crispi je imenovan ministrom unutarnjih poslova u revolucionarnoj vladi. Zbog sukoba s Cavourom, premijerom Pijemonta, podnio je ostavku iste godine, a Sicilija je pripojena Pijemontu.
Crispi je 1861. izabran za člana parlamenta ujedinjene Italije a predsjednik parlamenta postaje 1876. godine. Kratko je bio ministar unutarnjih poslova. 1879. godine
U kolovozu 1887., obnašao je dužnost premijera, ministra unutarnjih i vanjskih poslova. Provodi liberalnu reformu, ali njegovi napori nisu se mogli nositi s krizom i proračunskim deficitom u zemlji. Njegova vanjska politika bila je pro-njemački orijentirana - obnovio je savez s Njemačkom i Austro-Ugarskom, a 1889. godine Italija prekida trgovinske odnose s Francuskom. Njegova vlada pada nakon neuspješnog pokušaja provođenja porezne reforme.
Krajem 1893. Crispi ponovno postao premijer. Njegov drugi mandat okarakteriziran je unutarnjim represijama i pokušajem stvaranja kolonijalnog imperija u Africi, što završava 1896. s katastrofalnim porazom u Etiopiji 1896. godine. 
Umro je u Napulju 1901. godine. 